# Giovanni Cavicchioli
Giovanni Cavicchioli (Mirandola, 2 gennaio 1894 – Mirandola, 13 gennaio 1964) è stato uno scrittore e giornalista italiano.
Autore di opere teatrali, poesie, favole e racconti, i suoi lavori rispecchiano "un mondo di sensazioni e ricordi tra ingenuo e raffinato, tra favoloso e umoresco", apprezzati dai protagonisti del rinnovamento culturale italiano della prima metà del XX secolo.

## Biografia

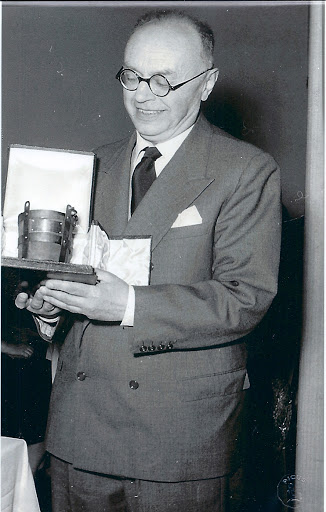
Giovanni Cavicchioli riceve il premio "La Secchia" nel 1957

Figlio del medico mirandolese Alfredo Cavicchioli e Rosa Severi, che morì quando Giovanni aveva solo a tre anni, iniziò a frequentare il liceo classico di Mirandola, per poi continuare gli studi come autodidatta; fu inoltre allievo del musicista bolognese Ottorino Respighi, appassionandosi anche nella pittura.
All'età di 17 anni pubblicò a proprie spese la sua prima raccolta di poesie Palazzi incantati del 1913. Negli anni seguenti conobbe il teosofo austriaco Rudolf Steiner, frequentando più volte il Goetheanum a Dornach (Svizzera), sede della Società antroposofica, dove prese parte a corsi di arte drammatica.
Nel 1919 presentò al Teatro dei Piccoli di Roma la "leggenda per bambini" Guerino detto il Meschino, con intermezzi musicali di Antonella Lualdi e la direzione di Vittorio Podrecca.
Intorno al 1920 scrisse due tragedie ambientate in epoca romana, Romolo: tragedia latina (illustrata da Giorgio De Chirico), messa in scena dalla compagnia di Carlo Tamberlani presso la Basilica di Massenzio a Roma (1932) e Lucrezia, rappresentata dalla compagnia di Gualtiero Tumiati e Maria Letizia Celli (1925), che lo fecero conoscere ed apprezzare nel mondo teatrale dell'epoca.
Nel 1924, grazie all'amico Orio Vergani, conobbe Luigi Pirandello con cui ideò il Teatro dei dodici, così chiamato perché era formato da 12 amici (Luigi e Stefano Pirandello, Orio Vergani, Massimo Bontempelli, Giovanni Cavicchioli, Giuseppe Prezzolini, Antonio Beltramelli, Leo Ferrero, Lamberto Picasso, Guido Salvini, Maria Letizia Celli e Claudio Argentieri). Il progetto portò il 6 ottobre 1924 alla fondazione del Teatro d'Arte di Roma, diretto dallo stesso Luigi Pirandello.
Nel 1925 scrisse il gioco scenico Intellettuali, interpretato nel 1933 dalla compagnia di Esperia Sperani, Carlo Tamberlani e Bettinelli al Teatro Nuovo di Mirandola. Nel 1931 la censura fascista vietò invece la rappresentazione della commedia Rosa in fiore.
Le 1935 pubblica le Avventure del pagliaccio, racconto ispirato alla rocambolesca vita di Giacomo Cireni, pagliaccio alla corte dello zar di Russia.
Negli anni successivi, mantenendo frequenti rapporti con l'ambiente culturale di Roma, si trasferì a Sanremo, lavorando come pubblicista e critico teatrale. Continuò a coltivare altresì l'amore per la pittura,  ispirandosi all'amico Giorgio Morandi e dedicando articoli e una monografia all'amico Filippo De Pisis; nel 1948 tenne una sua mostra personale di dipinti a Modena.
Nel secondo dopoguerra ritornò definitivamente nella propria città natale, dedicandosi al giornalismo e collaborando con la Nuova Antologia, La Fiera Letteraria, Il Popolo d'Italia, L'Illustrazione italiana, Il Resto del Carlino, L'Avvenire d'Italia e La Gazzetta di Modena. Nel 1957 l'Associazione della stampa di Modena gli conferì il premio "La Secchia" quale "Modenese dell'anno per la letteratura", riconoscimento della sua pluriennale attività letteraria.
Dal 1923 al 1927 e dal 1945 al 1950 fu direttore della Biblioteca Eugenio Garin di Mirandola, per la quale acquisì la collana Teatro dell'editore milanese Rosa e Ballo. Fu amico di Antonio Delfini e dell'editore Ugo Guandalini, che pubblicò alcune sue opere e per il quale curò la collana Biblioteca di cultura musicale negli anni 1950.
Prima della morte, avvenuta all'età di 68 anni, iniziò a scrivere un saggio, rimasto incompiuto, su Giovanni Pico della Mirandola in occasione del 500º anniversario della nascita.

## Memoria
In memoria di Giovanni Cavicchioli è dedicata una via di Mirandola.

## Opere
Teatro
- Notturno tragico, 1914
- Romolo, 1920
- Lucrezia, 1921
- Intellettuali, 1925
- Rosa in fiore, 1925
- Teatro dei semplici, 1958 (contiene: Bertoldo a corte, L'angelo del soldato, Guerino detto il Meschino)

Racconti
- La morte nel pollaio, 1926
- Le nozze di Figaro, 1932 (illustrate da Filippo de Pisis);
- Avventure del pagliaccio, 1935
- Favole, 1951
- Nuove favole (1952-1959), 1960 (illustrate da Filippo De Pisis)
- Il vecchio maestro, 1964 (postumo a cura di Leone Minassian)

Versi
- Palazzi incantati, 1913
- Parole fuggitive, 1940
- Cantata: per soli e coro, 1952
- Foglie di Sibilla, 1963
- Passero solitario, 1964 (postumo)

Saggi
- La bottega dei Gozzi 1902-1952, 1952
- Venceslao Ivanov 1866-1949, 1952
- Disegni di Leone Minassian, 1958
- Eleonora: la donna dei romantici, 1958
- Sandrone e il suo papà, 1962
- La culla della Fenice : 1463-1963, 1963

Miscellanea
- Giornalismo d'autore : raccolta di articoli e scritti su teatro, musica e tradizioni, 2005 (postumo)